# Gabriella
Gabriella — круїзний 11-палубний пасажирський та автомобільний пором фінського судноплавного концерну Viking Line. Здійснює регулярні рейси за маршрутом Гельсінкі — Марієгамн/Лонгнес — Стокгольм.
Судно було побудовано 1992 року на корабельні Brodosplit у Хорватії під ім'ям France Suell для експлуатації на лінії Euroway. З 1994 до 1997 року пором був зафрахтований компанією Silja Line та експлуатувався під назвою Silja Scandinavia. З 1997 року пором належить Viking Line.
Судна-близнюки: Amorella, в складі флоту Viking Line, Isabelle компанії Tallink і Crown Seaways компанії DFDS Seaways.
10 грудня 2014 року Gabriella перевезла 200-мільйонного пасажира компанії Viking Line, здійснюючи рейс із Гельсінкі до Стокгольма.

## Будівництво

Палуби порома Gabriella

France Suell спочатку проєктувався для компанії Euroway як ультрасучасне круїзне судно для виконання рейсів між містами Мальме і Любек через Травемюнде (Німеччина).
Судно побудоване на корабельні Brodosplit у Хорватії. Відмінності від суден-близнюків Amorella та Isabella полягали у внутрішньому плануванні громадських приміщень, розташуванні деяких кают і наявності додаткової каютної палуби.
Пором France Suell був закладений 28 вересня 1989 року, а спущений на воду — 23 січня 1991 року. Через хорватський конфлікт роботи були припинені, перші ходові випробування проведені лише в січні 1992 року. Після других ходових випробувань у березні 1992 року Frans Suell відплив до Рієки, де його пофарбували в кольори Euroway. Судно було передано власнику 4 травня 1992 року.

## Експлуатація

### 1992—1994: Frans Suell
У свій перший рейс із Мальме в Травемюнде і Любек France Suell вирушив 17 травня 1992 року. Тоді на борт піднялися запрошені гості. 19 травня 1992 пором розпочав регулярні рейси на маршруті Мальме-Травемюнде.
З 1 вересня 1993 року маршрут був змінений на Копенгаген-Мальме-Травемюнде-Любек. Рейси вирушали щодня з Копенгагена і Любека. Через невеликий пасажиропотік і незадовільне фінансове становище було вирішено припинити роботу Euroway із 12 березня 1994 року і фрахт судна компанією Silja Line.

### 1994—1997: Silja Scandinavia
Після закриття Euroway пором Frans Suell був відправлений на судноремонтний завод у Вуосаарі, де був дообладнаний задніми апарелями, відремонтований, пофарбований у кольори Silja Line і перейменований на Silja Scandinavia. 31 березня 1994 року судно було прийнято до складу флоту, який обслуговує маршрут Турку-Стокгольм. Компанія Viking Line вже тоді мала намір зафрахтувати судно, але рішення прийнято не було через завищену вартість фрахту.
Проте подальше фінансове становище Silja Line позбавило її змоги експлуатувати пором. 11 листопада 1996 року судно було продано компанії Viking Line з умовою передачі у власність у квітні 1997 року. 4 квітня 1997 пором Silja Scandinavia в останній раз прибув у Турку в кольорах компанії Silja Line.

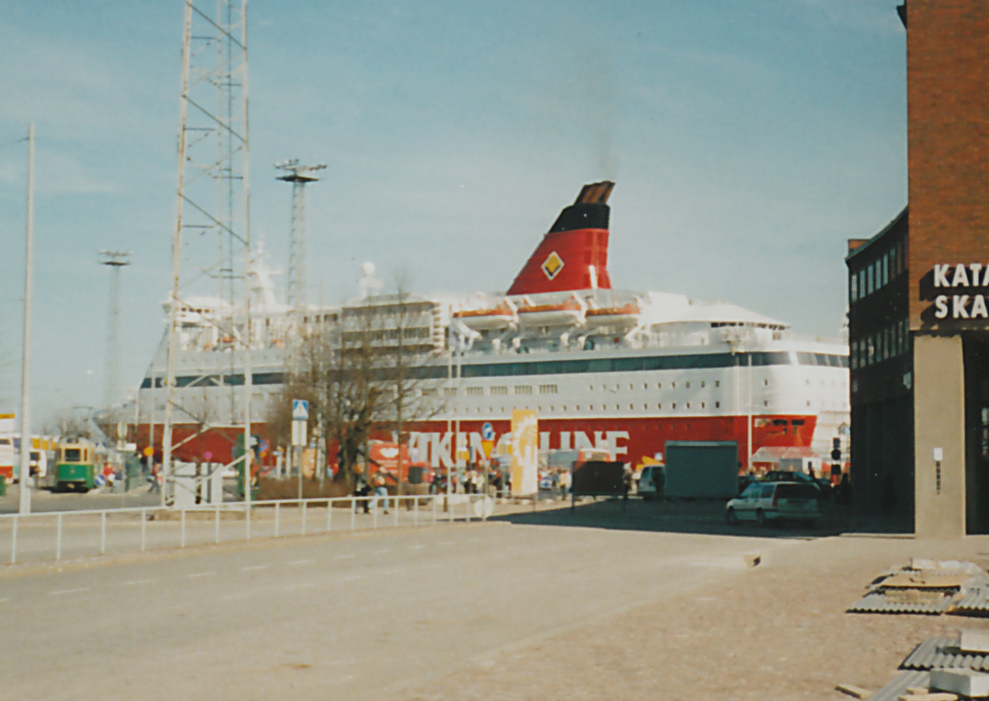
Gabriella у Гельсінкі, травень 1997.

### З 1997 року дотепер: Gabriella
Після придбання судна компанією Viking Line воно було відремонтовано, перефарбовано і перейменовано на Gabriella (назва була вибрана за результатами відкритого громадського конкурсу).
17 квітня 1997 року пором Gabriella увійшов до складу флоту Viking Line і почав курсувати за маршрутом Гельсінкі-Стокгольм. Із 30 червня 1999 року маршрут був доповнений заходом у Марієгамн (Аландські острови) з метою збереження права безмитної торгівлі на борту.
У 1999, 2002, 2003, 2004 і 2005 роках пором також експлуатувався на маршруті Турку-Марієгамн-Стокгольм.
У травні 2008 року пором Gabriella був перебудований і модернізований на заводі Оресундсварвет у місті Ландскруна в рамках програми оновлення флоту Viking Line. Був збільшений магазин безмитної торгівлі, з'явилися нова дитяча ігрова кімната і нові ресторани. Також були відремонтовані каюти, а їх загальна кількість зросла внаслідок побудови нових на місці колишніх конференц-залів.